# Conférence régionale des élus de Montréal
 (octobre 2015).
Si vous disposez d'ouvrages ou d'articles de référence ou si vous connaissez des sites web de qualité traitant du thème abordé ici, merci de compléter l'article en donnant les références utiles à sa vérifiabilité et en les liant à la section « Notes et références ».
La conférence régionale des élus de Montréal  était une instance de gouvernance située dans la région administrative de Montréal.

## Historique
Elle a été mise en place en 2003.
En novembre 2014, le gouvernement du Québec annonce l'abolition des instances régionales. Elle sera remplacée définitivement d'ici le 31 mars 2016. 